# Wargaming.net
Wargaming.net – producent gier komputerowych z siedzibą w Nikozji na Cyprze, działający od 1998 roku. Przedsiębiorstwo jest twórcą gry MMO pt. World of Tanks.

## Historia
Na początku 2000 roku studio wydało swoją pierwszą grę – DBA Online. Była to gra niszowa, przeznaczona głównie dla fanów czasów antycznych i średniowiecznych. Następną grą studia było wydane w październiku 2003 roku Massive Assault, które wykorzystywało autorski silnik graficzny studia pozwalający uzyskać bardzo dobre efekty. Grę oceniono bardzo wysoko, zdobyła tytuł najlepszej gry strategicznej 2003 roku przyznany przez Absolute Games. Sukces zaowocował wydaniem w kwietniu 2004 roku rozszerzenia do Massive Assault nazwanego Massive Assault Network dostępnego w formie dystrybucji elektronicznej, które umocniło pozycję gry na rynku i przysporzyło jej nowych graczy. Później firma wydała również sequel pod tytułem Massive Assault: Phantom Renaissance. W listopadzie 2006 roku studio ukończyło grę Massive Assault Network 2, kontynuującą serię Massive Assault, ale przeznaczoną wyłącznie do rozgrywki sieciowej. Rok później wydano Galactic Assault: Prisoner of Power – strategiczną grę turową opartą na świecie science-fiction wykreowanym przez braci Strugackich. W listopadzie 2007 roku studio połączyło się ze studiem Arise tworząc jedno z największych tego typu przedsiębiorstw w Europie Wschodniej. W 2009 roku studio wydało grę Order of War, do 2015 roku trwały prace nad najnowszą grą studia – World of Warships. 7 sierpnia 2012 roku Wargaming.net przejęło australijską firmę BigWorld, właściciela technologii, na której oparte są gry studia.
4 kwietnia 2022 roku firma poinformowała o zakończeniu, w związku z inwazją Rosji na Ukrainę, wszystkich operacji na terenie Rosji i Białorusi, w tym o zamknięciu biur projektowych w Mińsku i Petersburgu.

## Gry wyprodukowane przez studio
| Tytuł                               | Rok wydania                    | Gatunek                              | Ocena Gamerankings | Ocena Metacritic |
| ----------------------------------- | ------------------------------ | ------------------------------------ | ------------------ | ---------------- |
| DBA Online                          | 2000                           | strategiczna gra turowa              | –                  | –                |
| Massive Assault                     | 2003                           | strategiczna gra turowa              | 80,11%             | 77/100           |
| Massive Assault Network             | 2004                           | strategiczna gra turowa              | 78,15%             | 74/100           |
| Massive Assault: Domination         | 2005                           | strategiczna gra turowa              | 69,61%             | 69/100           |
| Massive Assault Network 2           | 2006                           | strategiczna gra turowa              | 76%                | 72/100           |
| Galactic Assault: Prisoner of Power | 2007                           | strategiczna gra turowa              | 69,47%             | 68/100           |
| Order of War                        | 2009                           | strategiczna gra czasu rzeczywistego | 71,67%             | 69/100           |
| Order of War: Challenge             | 2010                           | strategiczna gra czasu rzeczywistego |                    |                  |
| World of Tanks                      | 2010 (Rosja) 2011 (inne kraje) | massively multiplayer online game    | 85%                | 81/100           |
| World of Warplanes                  | 2013                           | massively multiplayer online game    | –                  | –                |
| World of Tanks: Xbox 360 Edition    | 2014                           | massively multiplayer online game    | –                  | –                |
| World of Tanks Blitz                | 2014                           | massively multiplayer online game    | –                  | –                |
| World of Warships                   | 2015                           | massively multiplayer online game    | –                  | –                |
| World of Tanks: Xbox One Edition    | 2015                           | massively multiplayer online game    | –                  | –                |
| World of Tanks Generals             | 2015                           | strategiczna gra turowa              | –                  | –                |
| Smash Squad                         | 2016                           |                                      | –                  | –                |
| Master of Orion: Conquer the Stars  | 2016                           | strategiczna gra turowa              | –                  | –                |
| Hybrid Wars                         | 2016                           | Shoot 'em up                         | –                  | –                |
| World of Warships Blitz             | 2018                           | massively multiplayer online game    | –                  | –                |
| Pagan Online                        | 2019                           | fabularna gra akcji                  | –                  | –                |
| World of Warships: Legends          | 2019                           | massively multiplayer online game    | –                  | –                |
| Bowling Crew                        | 2020                           | massively multiplayer online game    | –                  | –                |

## Nagrody
- Nominacja "Najlepsza gra strategiczna" na szóstej Konferencji Rosyjskich Deweloperów (2008 rok)[22]
- Nominacja "Najlepszy Deweloper Roku" na Konferencji Rosyjskich Deweloperów (2009 rok)
- Specjalna nagroda mediów na Konferencji Rosyjskich Deweloperów (2009 rok)[23]
- Nagroda "Najlepszy deweloper" na Konferencji Rosyjskich Deweloperów (2010 rok)[22]
- Nagroda "Najlepsza gra MMO" na Konferencji Rosyjskich Deweloperów (2010 rok)[22]
- Nagroda "MMO roku" Golden Joystick (2012 rok)[22]